# Friedrich-Jobst Volckamer von Kirchensittenbach
Friedrich-Jobst Volckamer von Kirchensittenbach (16 de abril de 1894 - 3 de abril de 1989) fue un general alemán en la Wehrmacht de la Alemania Nazi durante la II Guerra Mundial que comandó el 16.º Ejército. Fue condecorado con la Cruz de Caballero de la Cruz de Hierro.
Kirchensittenbach se rindió al Ejército Rojo en 1945 en la bolsa de Curlandia. Condenado como criminal de guerra en la Unión Soviética, fue retenido hasta 1955.

## Condecoraciones
- Cruz de Caballero de la Cruz de Hierro el 26 de marzo de 1944 como Generalleutnant y comandante de la 8. Jäger Division[1]